# 赵兴中
赵兴中，教授，主要从事染料敏化太阳能电池、微流芯片技术与生物医学微器件等方向的研究。任中华人民共和国教育部第五批"长江学者"特聘教授，曾就读于武汉大学物理系。